# Chorrillo Fútbol Club
El Fútbol Club Chorrillo o como popularmente se le conoce Chorrillo Fútbol Club es un club de fútbol del populoso barrio y corregimiento de El Chorrillo, en la Ciudad de Panamá, Panamá. Actualmente milita en la Liga Prom, segunda  categoría del país desde el 2025.  Aunque mantiene los colores y el escudo del antiguo club, no ostenta los títulos de Primera División, ya que estos los posee el Club Deportivo Universitario. 
Fue fundado el 14 de febrero de 1974 y participó en la Primera División de Panamá desde el año 2001 hasta el año 2018. El 13 de junio de 2018 mediante un comunicado se daba a conocer que el club Chorrillo Fútbol Club cambiaría de sede a la ciudad de Penonomé en la Provincia de Coclé, con un nuevo nombre (CD Universitario) así como toda la estructura del club. Dando así un hecho la desaparición de Chorrillo FC a raíz de la venta del club por parte de sus dueños por falta de tacto en la cuestión financiera. Años más tarde en 2021 se reactivo bajo el mando del empresario Antonín Aizpurúa y se mantiene activo en las categorías amateur.

## Historia

### Inicios
El Chorrillo Fútbol Club según enmarca la historia real del fútbol de Panamá, comenzó hacia 1953 en los campos del populoso sector del Chorrillo, y en las décadas de 1970 y 1980 participaron tanto en la Liga Distritorial de Fútbol de Panamá como en los campeonatos nacionales de 1984 en que alcanzó el subcampeonato y en la Copa JVC de 1986–87. Intentó participar en el Torneo de Concacaf de 1984, pero por motivos económicos, no asistió.

### Linfuna
La dirigencia del Chorrillo F.C. logró finalmente coronar una anhelada lucha de años desde que en su nueva época de fundación, hacia 1994 cuando formaron parte de la desaparecida liga de Linfuna, luego de que en las tres versiones anteriores del campeonato de ascenso estuvieron cerca de obtener su objetivo, siendo la más aproximada el que disputó en la final del campeonato de 1998 ante el ya desaparecido elenco del Municipal de Colón.

### Segunda división
Los chorrilleros lograron conquistar el título nacional de Segunda División de Panamá tras derrotar por un estrecho 3-2 al CD Pan de Azúcar en lo que muchos consideraron, fue un encuentro donde prevaleció la justicia no solo sobre el terreno de juego sino fuera de él.

### Primera división y campeonatos
Sus mayores logros en la Liga Panameña de Fútbol, fueron los campeonatos obtenidos en el torneo Apertura 2011, en el que venció al  Club Deportivo Plaza Amador 4 a 1 en la final, en el Clausura 2014 en el que venció al Río Abajo FC 1 a 0 en la final el 17 de mayo de 2014 y el la final del Apertura 2017 en el que venció al Deportivo Árabe Unido 5 a 1 de la mano de su exdirector técnico el colombiano Richard Parra. Títulos que hoy ostenta el Club Deportivo Universitario quien adquirió el cupo del antiguo club.

### Venta y reubicación
El 13 de junio de 2018, mediante un comunicado el club hace oficial su mudanza a la ciudad de Penonomé, provincia de Coclé, creando así el Club Deportivo Universitario.

### Regreso del club al fútbol panameño
El 1 de junio de 2021 se hace oficial el regreso al fútbol panameño del club bajo el nombre de Fútbol Club Chorrillo y la adquisición por el empresario Antonín Aizpurúa, junto a parte de miembros fundadores del antiguo club. Inicia participando en la Liga Provincial de Panamá Este a nivel amateur, de la cual en su primer año logra consagrarse campeón y al año más tarde subcampeón. En octubre de 2023 se confirma su participación como equipo fundador en la Liga de Fútbol Nacional, tercera categoría de fútbol en Panamá. En su primer torneo finalizó tercero de grupo de la Zona Sur de la Conferencia Este. 

## Escudo
Cuando ganó su primer torneo en la primera en el año 2011. El equipo Chorrillero ha tenido dos escudos a través de su historia, en ambos sobresale las alas del ave fénix, que está representado en el escudo del equipo para simbolizar la recuperación del corregimiento de El Chorrillo después de haber sido fuertemente bombardeada por el Ejército de los Estados Unidos durante la Operación justa causa.

## Estadio

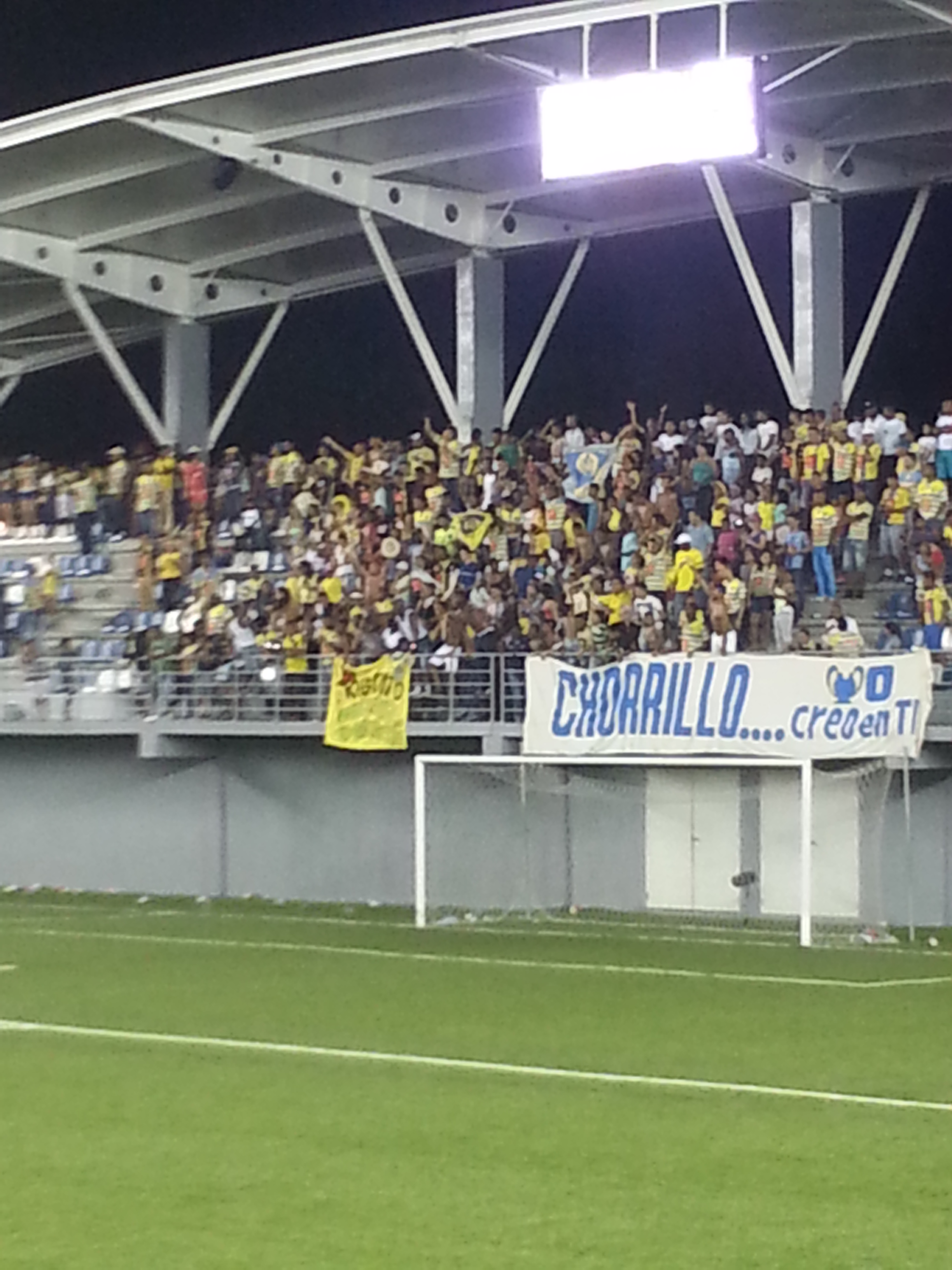
Hinchas del antiguo Chorrillo FC en el estadio Maracaná.

El equipo Chorrillero jugaba sus partidos de locales en el Estadio Maracaná de Panamá, inaugurado en 2014 con capacidad para 5500 personas, ubicado en el barrio homónimo de la Ciudad de Panamá. Este estadio lo compartía con el CD Plaza Amador.

## Uniforme
- Uniforme principal: Camiseta amarilla, pantalón azul y medias amarillas.
- Uniforme alternativo: Camiseta blanca, pantalón blanco y medias blancas.

### Patrocinadores
| Período       | Proveedor de indumentaria | Logo del proveedor |
| ------------- | ------------------------- | ------------------ |
| 2021-2023     | Nike                      |                    |
| 2023          | Reebok                    |                    |
| 2024-presente | STRIK3R                   |                    |

## Jugadores extranjeros
| Nacionalidad   | N.º | Jugadores |
| -------------- | --- | --- |
| Colombia       | 19  | Miguel Vargas, Miguel Torres, Jorge Iván Soto, Diego Mosquera y Jorge Henríquez Alberto Manotas, Guillermo Sierra, Oliver Fula y Elkin Mosquera, Cristian Fabbiani Javier Flórez, Miguel Duque, James Sánchez, David Loaiza, Rodolfo Córdoba, 'Ganizita' Ortiz. Julián Agressot, Estebán Castañeda, Hendry Valderrama, y Yustin Arboleda. |
| Argentina      | 8   | David Oggero Pedro Reyna y Ariel Celebroni Mauro Alegré, Santiago Valdez, Ricardo Oviedo, Leonardo Ricardo y Darío Grioni |
| Brasil         | 4   | Ricardo Izecson, Caio Milán, Fabio y Tiago Piai |
| México         | 3   | Andrés Eliceiry Carlos Meza Ricardo Jiménez |
| Estados Unidos | 1   | Taylor Rice |
| Costa Rica     | 1   | Giovanni Cantillano |
| Italia         | 1   | Marco Cassagrande |
| Honduras       | 1   | Osman Elis |

## Entrenadores
| #                 | Entrenador              | Periodo                           |
| Como Chorrillo FC | Como Chorrillo FC       | Como Chorrillo FC                 |
| ----------------- | ----------------------- | --------------------------------- |
| 1                 | Carlos García Cantarero | enero de 2005–diciembre de 2007   |
| 2                 | Carlos Flores           | enero—diciembre de 2008           |
| 3                 | José Alfredo Poyatos    | enero—noviembre de 2009           |
| 4                 | Félix Valverde Quiñones | diciembre de 2009–junio de 2010   |
| 5                 | Miguel Mansilla         | junio de 2010–junio de 2011       |
| 6                 | Luis Maughn             | junio de 2011–agosto de 2013      |
| 7                 | José Alfredo Poyatos    | agosto de 2013–diciembre de 2013  |
| 8                 | César "Chino" Morales   | diciembre de 2013–febrero de 2014 |
| 9                 | Julio Medina III        | febrero de 2014–mayo de 2015      |
| 10                | Mike Stump              | mayo de 2015–mayo de 2016         |
| 11                | Jair Medina             | mayo de 2016–septiembre de 2016   |
| 12                | Oscar Upegui            | septiembre de 2016-mayo de 2017   |
| 13                | Richard Parra           | mayo de 2017-marzo de 2018        |
| 14                | Oscar Upegui            | marzo de 2018-junio de 2018       |
| Como FC Chorrillo |                         |                                   |
| 1                 | Julio Medina III        | junio de 2023–actualidad          |

## Palmarés

### Torneos nacionales
| Torneos nacionales                         | Títulos   | Subcampeonatos |
| ------------------------------------------ | --------- | -------------- |
| Liga de Fútbol Nacional (1/0)              | 2024 (C). |                |
| Supercopa de Liga de Fútbol Nacional (1/0) | 2024.     |                |

### Otros logros
- Campeón de la Conferencia Este del Torneo Clausura 2024 de la Liga de Fútbol Nacional.

### Logros del antiguo club
Nota: Los siguientes torneos fueron ganados por el extinto o antiguo Chorrillo Fútbol Club, por lo cual los mismos los ostenta hoy en día el Club Deportivo Universitario. 
- LPF (3): AP. 2011, CL. 2014, AP 2017.

Torneos Extintos
- LNA (1): 2000.